# Mark Allen (programador)
Mark Allen es un desarrollador de software y videojuegos. Como estudiante de la Universidad de California en San Diego, Allen usó UCSD Pascal para desarrollar un intérprete de lenguaje Pascal para el procesador 6502 en el año 1978, junto a Richard Gleaves. Este trabajo se convirtió posteriormente en la base para el Apple Pascal en 1979.
Posteriormente, Allen desarrolló varios videojuegos de gran aceptación para Apple II, entre los que se cuentan Stellar Invaders, Sabotage y Pest Patrol. Particularmente, Sabotage se convirtió en un clásico para Apple II, y produjo numerosos clones. Uno de los citados clones de Sabotage estaba incluido en los primeros iPod que tuvieron pantalla, con el título Parachute.